# Mănăstirea Voroneț
Mănăstirea Voroneț, supranumită „Capela Sixtină a Estului”, este un complex monahal medieval construit în satul Voroneț, astăzi localitate componentă a orașului Gura Humorului. Mănăstirea se află la 36 km de municipiul Suceava și la numai 4 km de centrul orașului Gura Humorului. Ea constituie una dintre cele mai valoroase ctitorii ale lui Ștefan cel Mare (1457-1504). Biserica a fost ridicată în anul 1488 în numai 3 luni și 3 săptămâni, ceea ce constituie un record pentru acea vreme.
De mici proporții, cu plan trilobat, având turla cu boltă moldovenească pe naos, biserica face parte dintre puținele monumente de arhitectură religioasă din nordul Moldovei care-și păstrează în mare măsură forma inițială. În anul 1547 mitropolitul Grigore Roșca, văr al lui Petru Rareș a inițiat adăugarea unui pridvor închis, pentru care adoptă o soluție unică, în cadrul căreia arhitectura este vizibil subordonată decorului pictat: peretele de vest al pridvorului este un perete plin fără nici o deschidere, precum și pictarea zidurilor exterioare, din temelie până în streașină, lucrări ce au dat construcției o mare strălucire.
Mănăstirea Voroneț a fost inclusă pe Lista monumentelor istorice din județul Suceava din anul 2015, având codul de clasificare  SV-II-a-A-05675 și fiind formată din 4 obiective:
- Biserica „Sf. Gheorghe” - datând din 1488, cu pridvor din 1547 și având codul SV-II-m-A-05675.01;
- Ruine chilii - datând din secolele XV-XVIII și având codul SV-II-m-A-05675.02;
- Clopotniță - datând din 1488 și având codul SV-II-m-A-05675.03 și
- Zid de incintă - datând din secolele XV-XVIII și având codul SV-II-m-A-05675.04.

În anul 1993, Organizația Națiunilor Unite pentru Educație, Știință și Cultură (UNESCO) a inclus Biserica „Sf. Gheorghe” a Mănăstirii Voroneț, împreună cu alte șapte biserici din nordul Moldovei (Arbore, Pătrăuți, Moldovița, Probota, „Sf. Ioan cel Nou” din Suceava, Sucevița și Humor), pe lista patrimoniului cultural mondial, în grupul Bisericile pictate din nordul Moldovei.
Din punct de vedere geografic, mănăstirea este situată la sud de orașul Gura Humorului din județul Suceava, pe valea râului Voroneț.

## Istoric
Mănăstirea Voroneț a fost înălțată pe locul unde se afla o biserică de lemn. Când lucrările de construcție se apropiau de final, Ștefan cel Mare dăruiește mănăstirii prin actul de la 17 august 1488, moșia Știlbicani. Odată  cu încheierea construcției biserica a preluat  vechiul hram  al „Sfântului și Slăvitului Marelui Purtător de Biruință  Gheorghie”.
Încă de pe timpul domniei lui Ștefan cel Mare, dar mai ales după 1488, mănăstirea devine un important centru de credință și cultură din Moldova medievală. Se consideră că  apariția monahului Daniil la Voroneț după o perioadă de ședere la Mănăstirea Putna și de sihăstrie a dat nu numai un impuls vieții monahale din acest lăcaș dar a și imprimat un nivel de viață duhovnicească deosebit de înaltă.

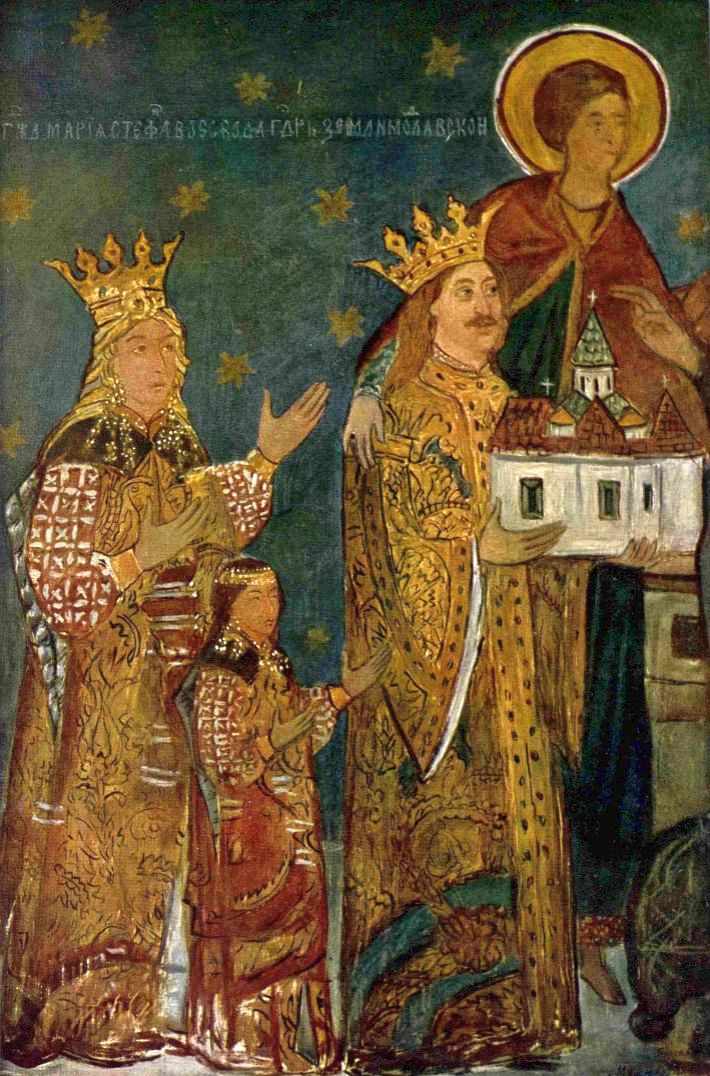
Portretul lui Ștefan cel Mare și a familiei sale de la Voroneț

Ștefan cel Mare a fost cel ce a dăruit mănăstirii pe lângă o serie de moșii și mai multe cărți, cel mai relevant exemplu fiind Tetraevanghelul din 1490, dar și veșminte și odoare bisericești. Acest lucru a fost practicat și de urmașii săi la domnie, Bogdan al III-lea, Petru Rareș și Alexandru Lăpușneanu care dăruiesc sau confirmă anumite donații către mănăstire. Deseori aceste donații se făceau cu ocazia prăznuirii hramului mănăstirii, cât și la alte sărbători religioase.
Astfel, la 27 martie 1598, la hramul Sfântului Marelui Mucenic Gheorghe, Ieremia Movilă dăruiește „1 bute săcară, 1 bute slad, 1 poloboc vin, 1 poloboc stridie, 3 camene pietre ciară, 6 taleri de chieltuială, 3 zloți la tămâie ”, ca la 3 aprilie 1602 același voievod  să vină cu daruri cu ocazia aceleiași sărbători. La 21 aprilie 1614 întocmește „catastif de praznic ce au dat și miluit ....  sfintei sale mănăstiri a Voronețului” Ștefan Tomșa voievod, care vine cu aceeași ofrandă. Constantin Mavrocordat dă mănăstirii Voroneț, la 7 noiembrie 1733, „din vama mare cîte 2 ocă de untdelemn și cîte 8 dramuri tămâe pe lună ca să fie pentru luminarea înaintea sfintelor icoane”. În pomelnicul mănăstirii sunt înscriși spre pomenire boieri cu cele mai înalte ranguri, cu membrii familiilor lor, ceea ce arată importanța mănăstirii ca fiind unul dintre cele mai importante lăcașuri de cult ale Moldovei pe parcursul secolelor XV-XVIII.

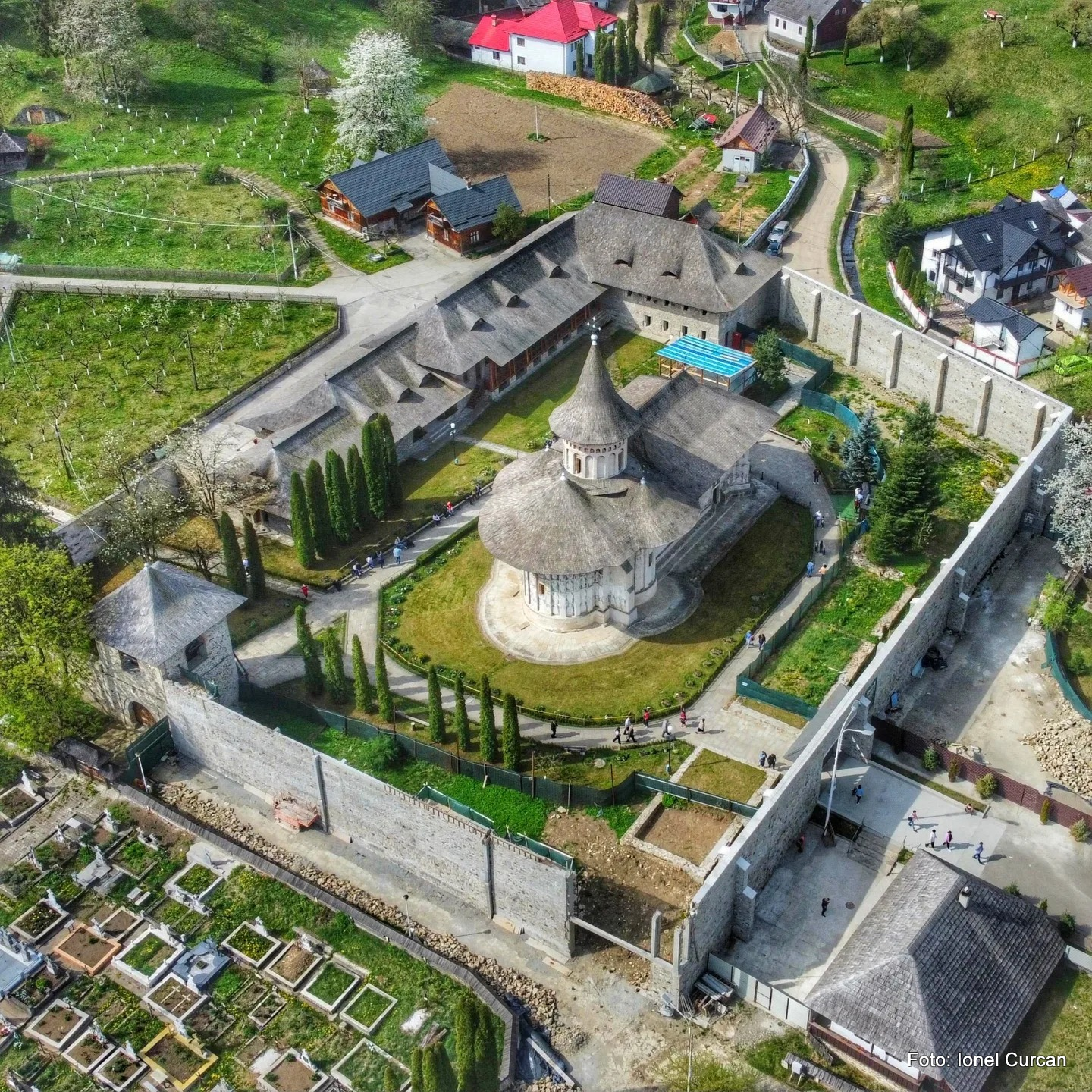
Mănăstirea Voroneț văzută de sus.

În 1490 la Voroneț se fondează o scriptorie în care erau copiate cărțile  necesare oficierii slujbei religioase, cel mai bun exemplu fiind copierea  unui Tetraevanghel de la 1490 de către călugărul Pahomie, din partea locului. Se consideră că aici a fost înființată, ca și la alte mănăstiri, o școală de slavonie unde erau aduși pentru instruire și educație copii de boieri și de preoți care învățau pentru a deveni preoți, copiști de cărți, dieci pentru cancelariile ținuturilor  și orașelor, dascăli pentru biserici și școli.
Descoperirea Psaltirei voronețene și a Codicelui voronețean, i-a determinat  pe cercetători să considere că de pe timpul aflării lui Grigore Roșca la Voroneț, activa o școală mănăstirească în care se studia în limbile slavonă și română. Puține sunt însă exemplele care ar demonstra că un tânăr sau un monah și-a făcut studiile la școala mănăstirească de la Voroneț. În una din însemnările de pe Tetraevangheliarul din 1550/1551, dăruit de mitropolitul Griogore Roșca, mănăstirii Voroneț: „... unde din fragedă copilărie m-am închinat lui Dumnezeu, cu rugăciunea Sfântului părinte al  nostru Daniile cel nou, și unde am primit cinul îngeresc, și unde mult m-am trudit cu sufletul”, reiese că înaltul prelat moldovean s-a format ca preot sub supravegherea monahilor din partea locului.
O înviorare  deosebită a vieții monahale pe diverse planuri a cunoscut mănăstirea Voroneț  pe timpul egumenului Macarie(1756-1782), când s-au construit noi chilii, a fost reparată biserica, au fost reparate cu insistență proprietățile mănăstirești, efectuându-se în acest scop și întocmirea în 1775 a unei Condici de averi de tot felul ce a fost tălmăcit și renovat de Vartolomei Mayereanu Pomelnicul, au fost procurate cărți noi, a crescut numărul monahilor.
După anul 1774, când are loc anexarea teritoriului amplasat în N-V Moldovei (Bucovina) de către Imperiul Habsburgic, are loc o diminuare treptată a privilegiilor și drepturilor de care se bucurau odinioară bisericile și mănăstirile ortodoxe, lucru ce a dus la o serie de nemulțumiri, astfel pe 13 noiembrie 1782, egumenii de la șapte mănăstiri, printre care și Inochentie al Voronețului se întrunesc pentru a alege doi delegați ce urmau să prezinte cererile lor împăratului Iosif al II-lea, pentru recunoașterea vechilor privilegii, aceleași cerințe fiind înaintate și episcopiei ortodoxe din Cernăuți; în cele din urmă la cerințe s-a răspuns printr-un compromis ce prevedea desființarea schiturilor și reducerea numărului de călugări. A fost creat un fond bisericesc ce a avut drept scop controlul veniturilor bisericilor și mănăstirilor și au fost secularizate moșiile mănăstirilor, Voronețul nefăcând excepție în acest caz.
După 1785, biserica Sf. Gheorghe a Mănăstirii Voroneț a rămas să activeze ca biserică parohială până în 1991 și o mare parte din relicvele mănăstirii au fost transferate la mănăstirile Dragomirna, Sucevița, Putna. După 1918, biserica fostei mănăstiri Voroneț a fost declarată de statul român drept monument istoric.
Acest statut îl are până în prezent. În perioada socialistă aici s-au efectuat o serie de săpături arheologice dar și restaurări ce au fost apreciate contradictoriu.
Prin decizia nr.1 din 14 martie 1991, semnată de Î.P.S. Pimen, Arhiepiscop al Sucevei și Rădăuților, pe baza adresei Cancelariei Sfântului Sinod al Bisericii Ortodoxe române nr. 5373, același an, Mănăstirea Voroneț și-a reluat viața monahală după 206 ani, de data aceasta fiind obște de călugărițe.
Prima stareță a mănăstirii Voroneț a fost stavrofora Irina Pântescu.

## Pictura
Pictura interioară a bisericii datează în cea mai mare parte din timpul lui Ștefan cel Mare, anul 1496. În scenele din altar și din naos artistul a urmărit să redea îndeosebi sensul teologal al imaginilor, realizând un ansamblu solemn, dar cu vădit caracter de monumentalitate. Printre aceste picturi de interior atrag atenția mai ales: Cina cea de Taină, Împărtășirea Apostolilor, Spălarea picioarelor (in altar), Ciclul patimilor și tabloul votiv al domnitorului Ștefan cel Mare (în naos).
Pictura exterioară a Voronețului, datând din timpul domniei lui Petru Rareș, este realizată la un înalt nivel artistic, fiind socotită drept cel mai reușit ansamblu al artei feudale moldovenești. Figurile biblice din aceste fresce exterioare sunt apropiate de viață, însuflețite, firești. Frescele se disting prin coloritul lor viu, apropiat de cel al naturii înconjurătoare și în care predomină verdele și albastrul, prin compoziția larg desfășurată a diferitelor scene. 
Fațada de vest, cu impresionanta scenă a Judecații de Apoi, este alcătuită compozițional pe patru registre. În partea superioară se află Dumnezeu Tatăl, registrul al doilea cuprinde scena Deisis, încadrată de apostoli așezați pe scaune. De la picioarele Mântuitorului pornește un râu de foc în care păcătoșii își află chinurile. Cel de-al treilea registru este Etimasia Sfântului Duh, simbolizat în forma unui porumbel, Sfânta Evanghelie și Protopărinții neamului românesc - având spre nord un grup de credincioși călăuziți de Sfântul Apostol Pavel, iar spre sud grupurile de necredincioși care primesc dojana lui Moise. În registrul al patrulea, la mijloc, apare cumpăna care cântărește faptele bune și pe cele rele, lupta dintre îngeri și demoni pentru suflete; în zona de nord raiul, iar în cea de sud iadul.
O notă caracteristică a acestor fresce o constituie și bogata imaginație creatoare a realizatorilor ei, care introduc în compoziție elemente folclorice (spre exemplu arhanghelii care suflă din buciume, instrumente specifice păstorilor de munte). În interiorul bisericii rețin atenția jilțurile și stranele din secolul al XVI-lea (printre altele un jilț domnesc, o adevărată capodoperă a sculpturii în lemn), mormântul mitropolitului Grigore Roșca, din pridvor, mormântul sihastrului Daniil (Daniil Sihastrul), din pronaos.

## Imagini

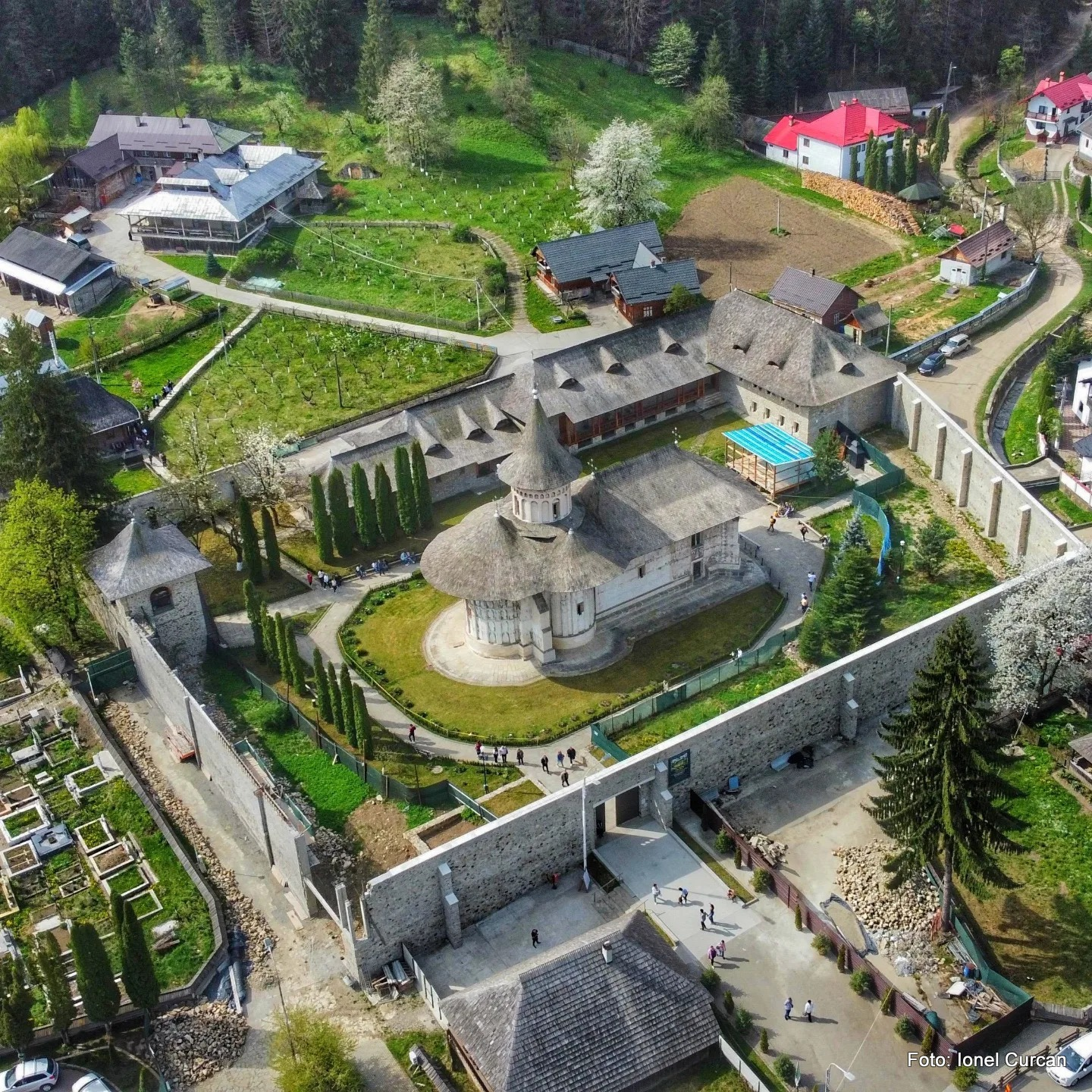
Mănăstirea Voroneț văzută de sus
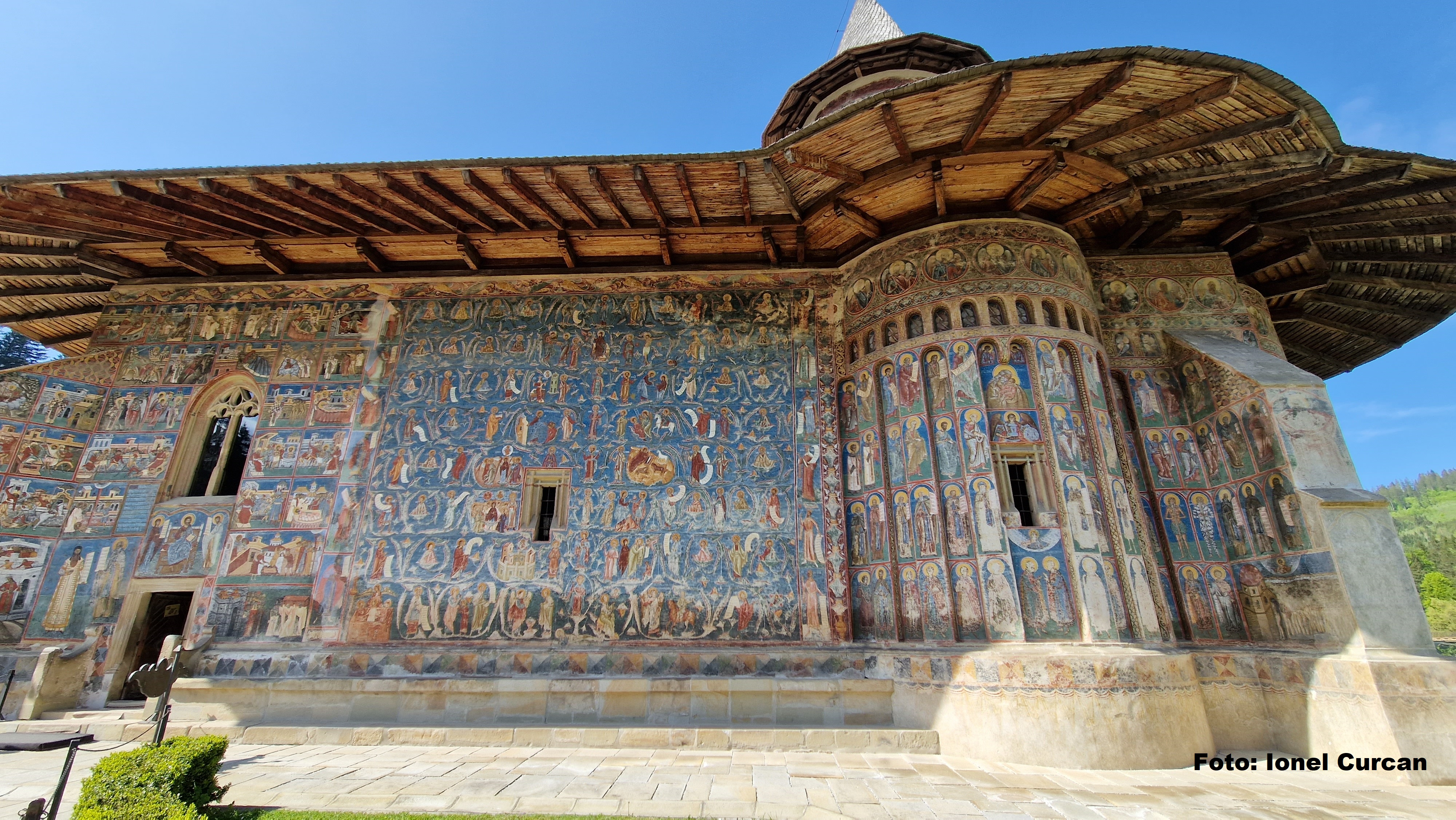
Mănăstirea Voroneț vedere laterală
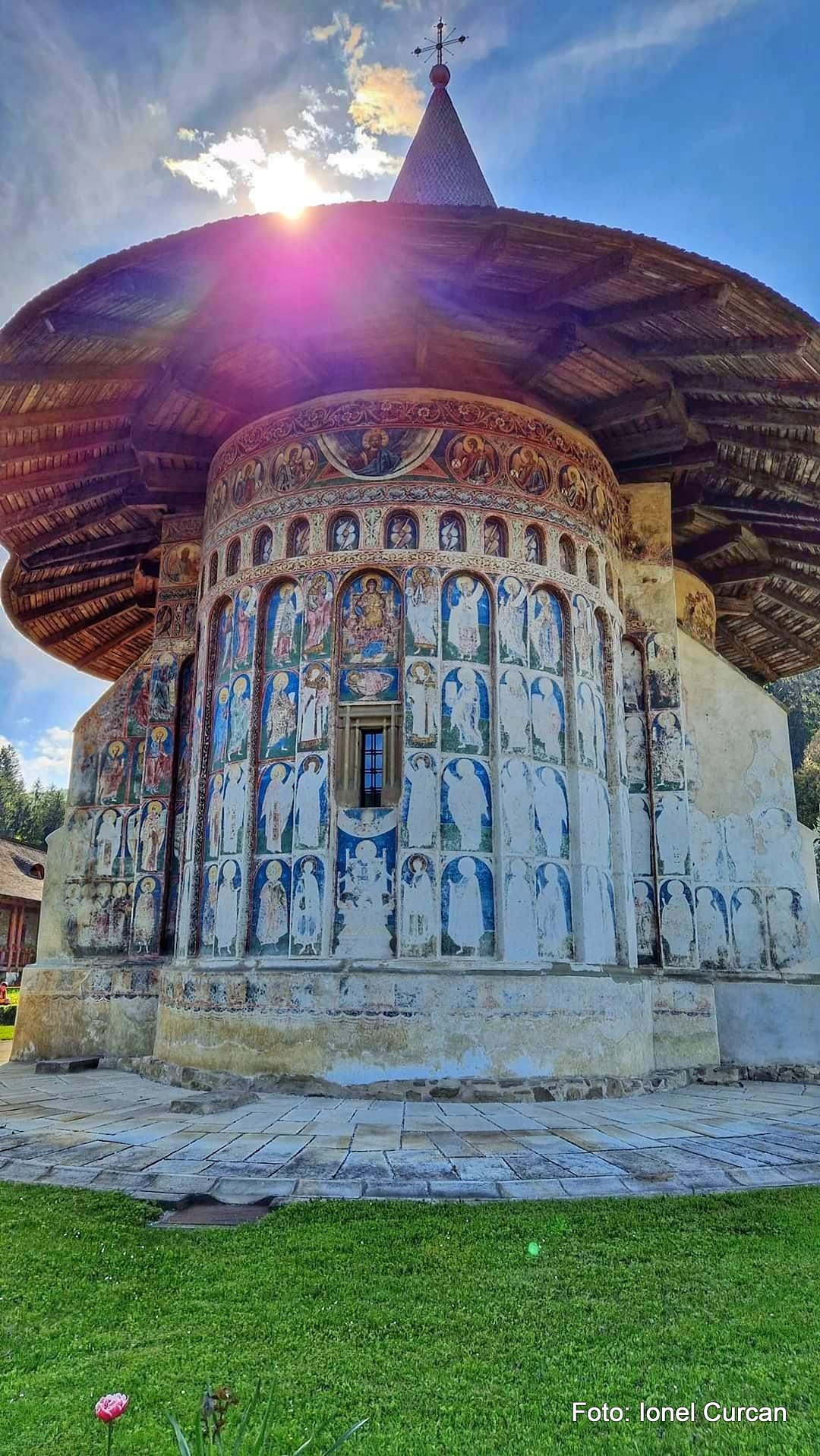
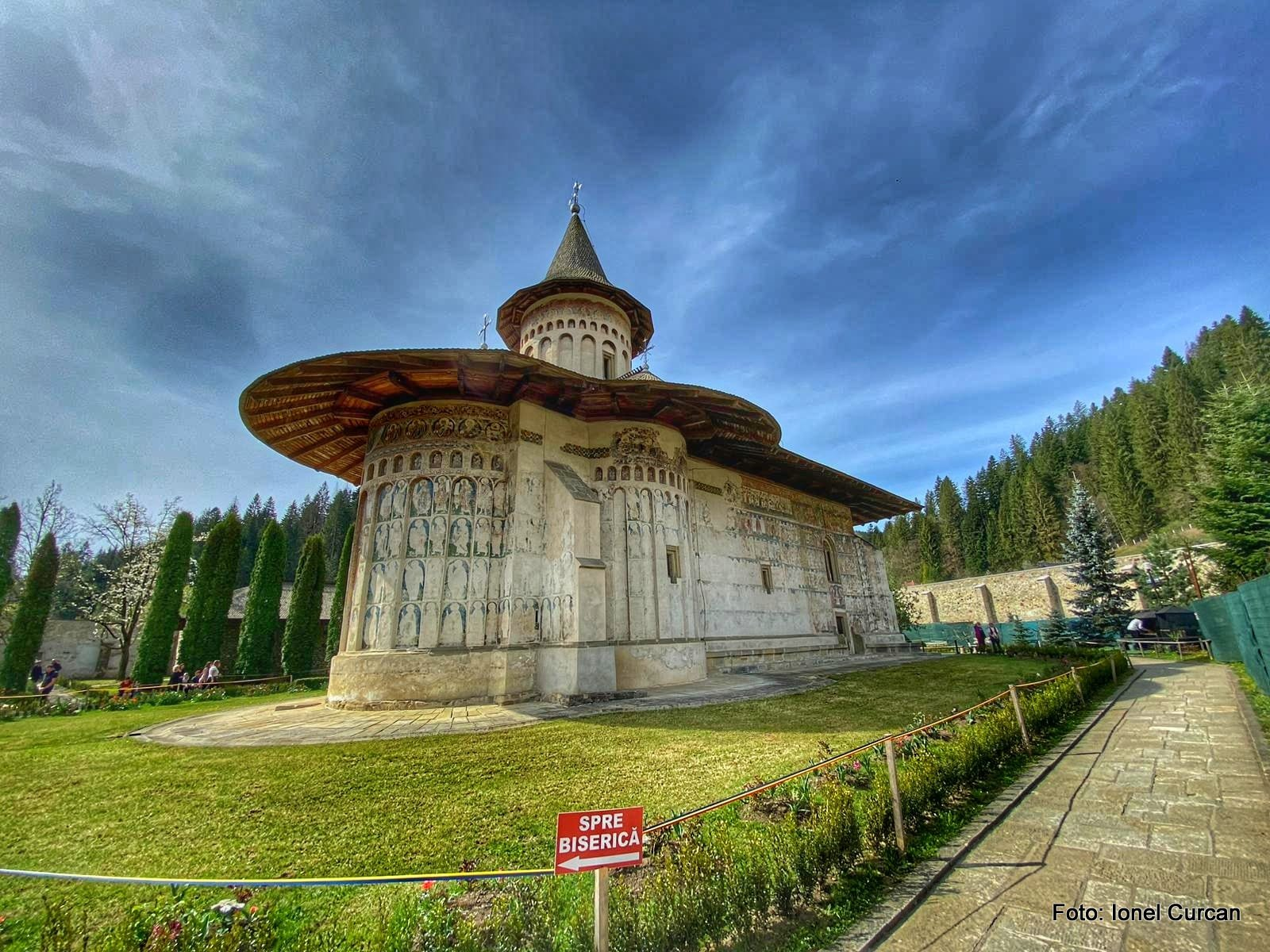
Mănăstirea Voroneț
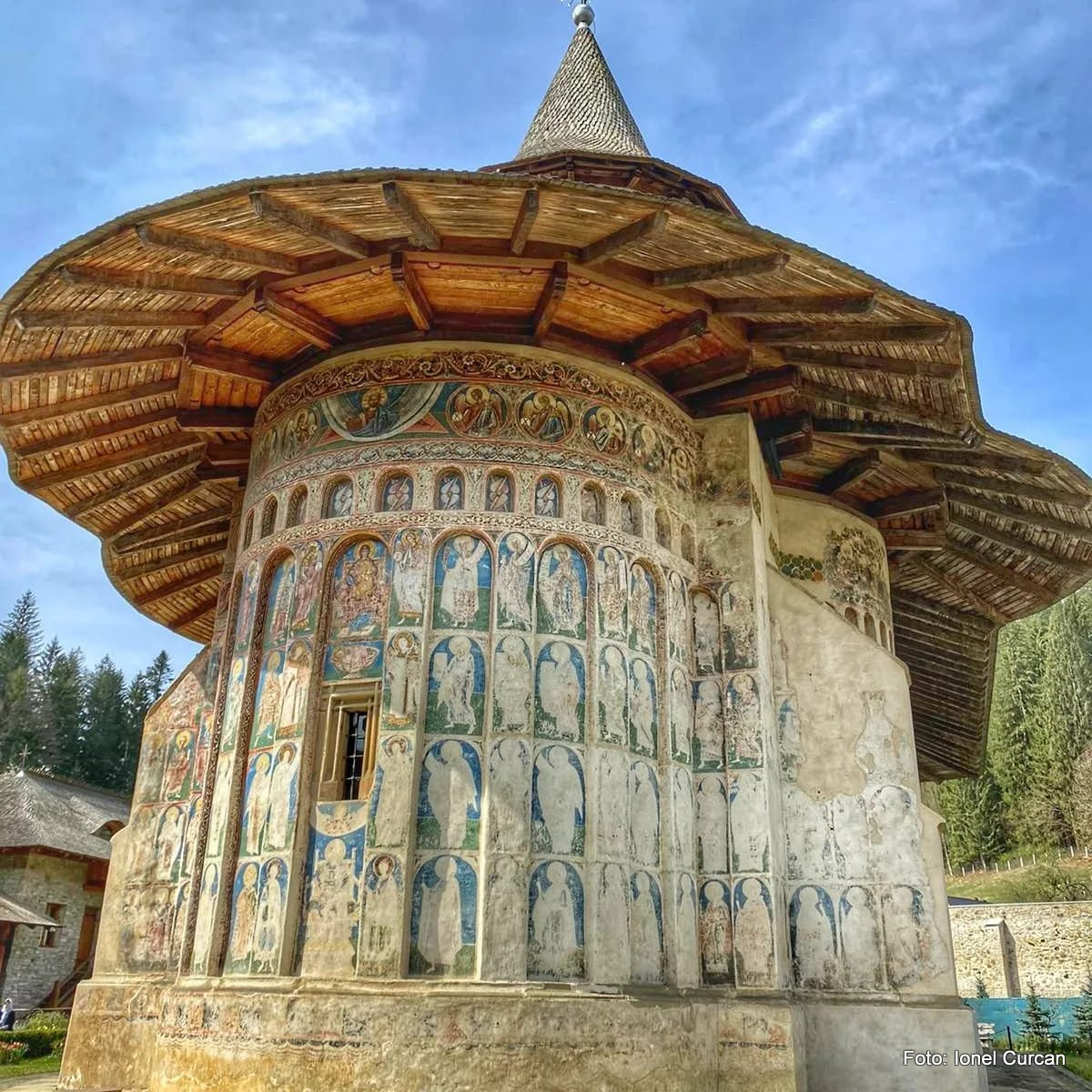
Mănăstirea Voroneț
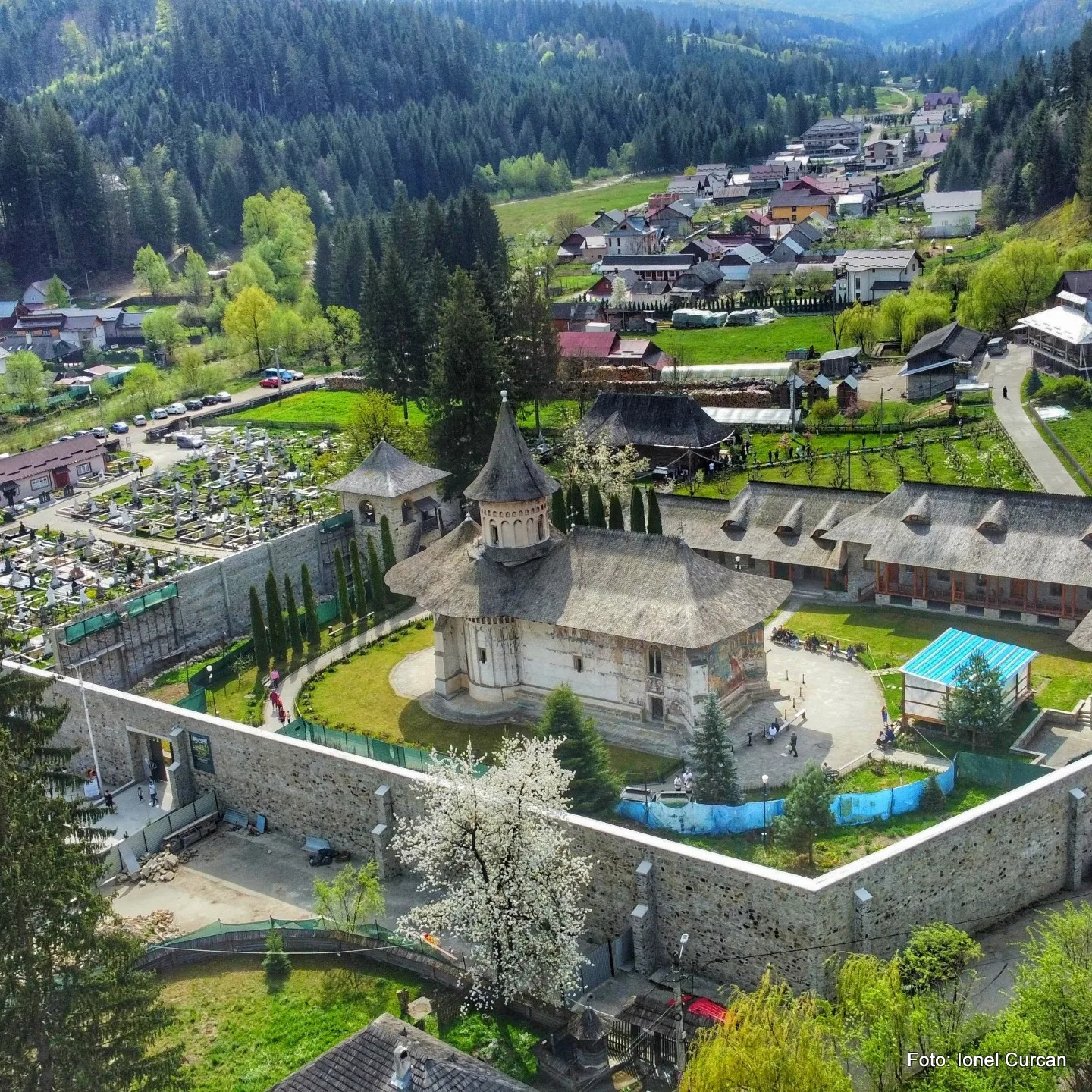
Mănăstirea Voroneț văzută de sus
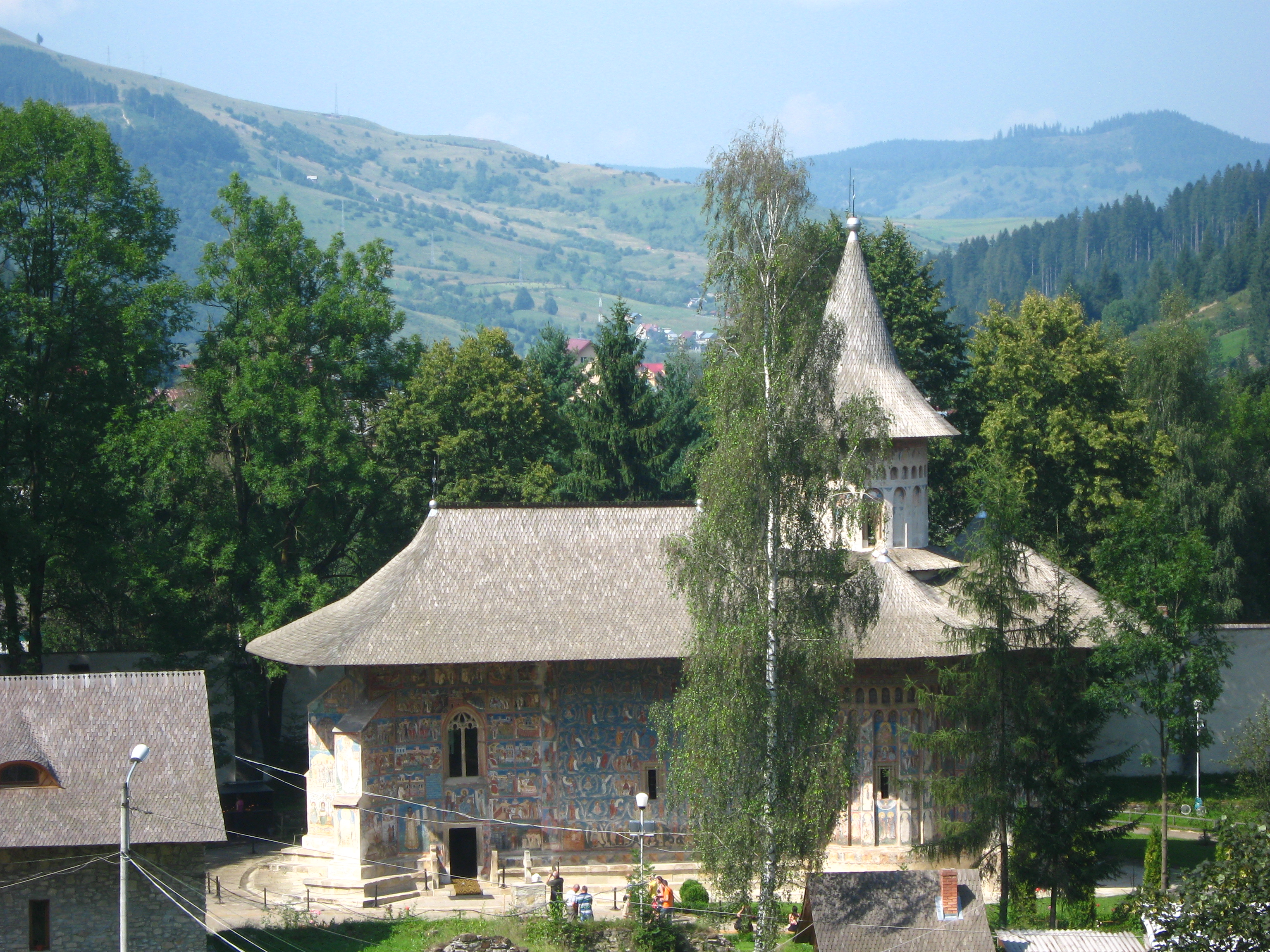
Biserica Sfântul Gheorghe din incinta Mănăstirii Voroneț
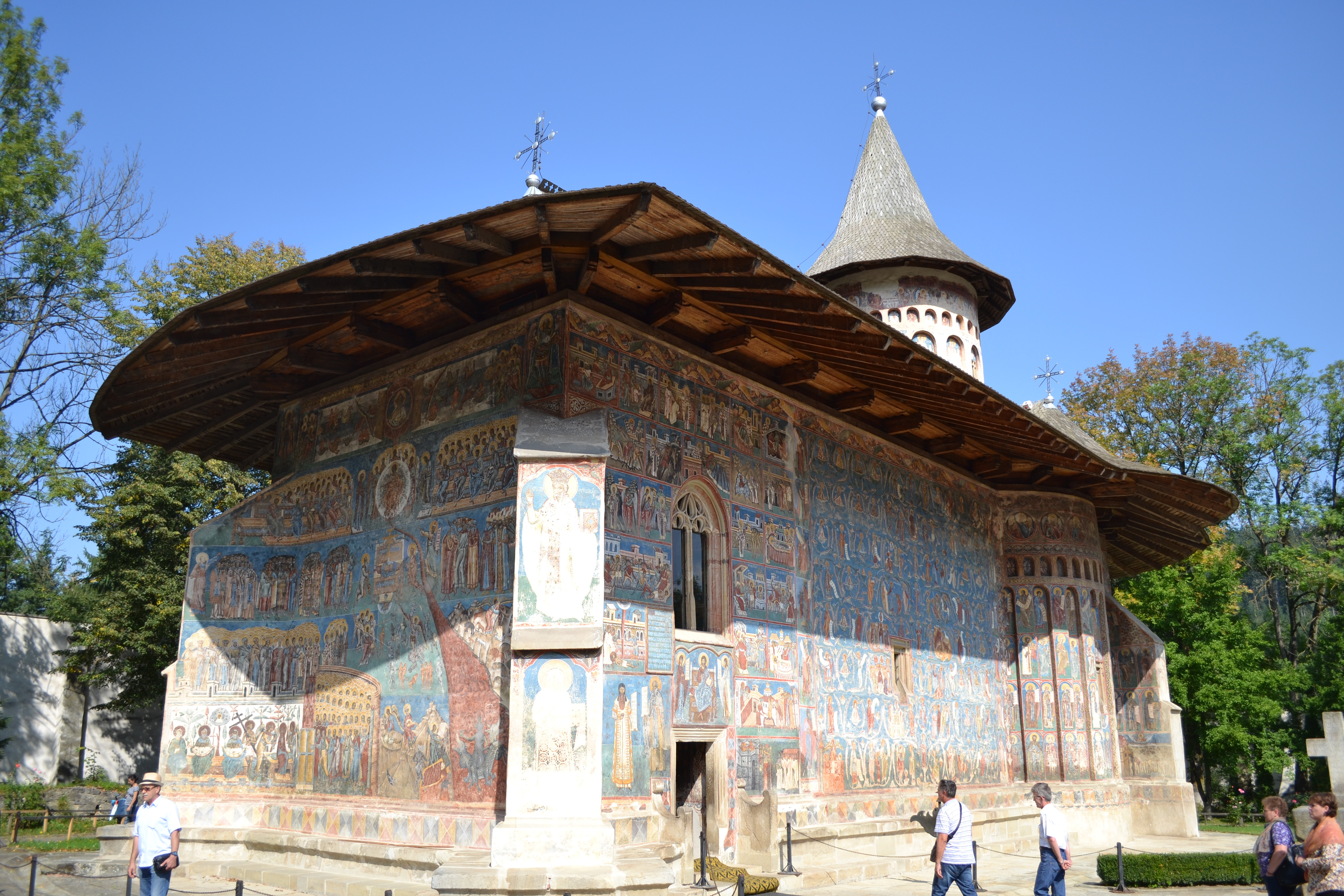
Biserica Sfântul Gheorghe din incinta Mănăstirii Voroneț
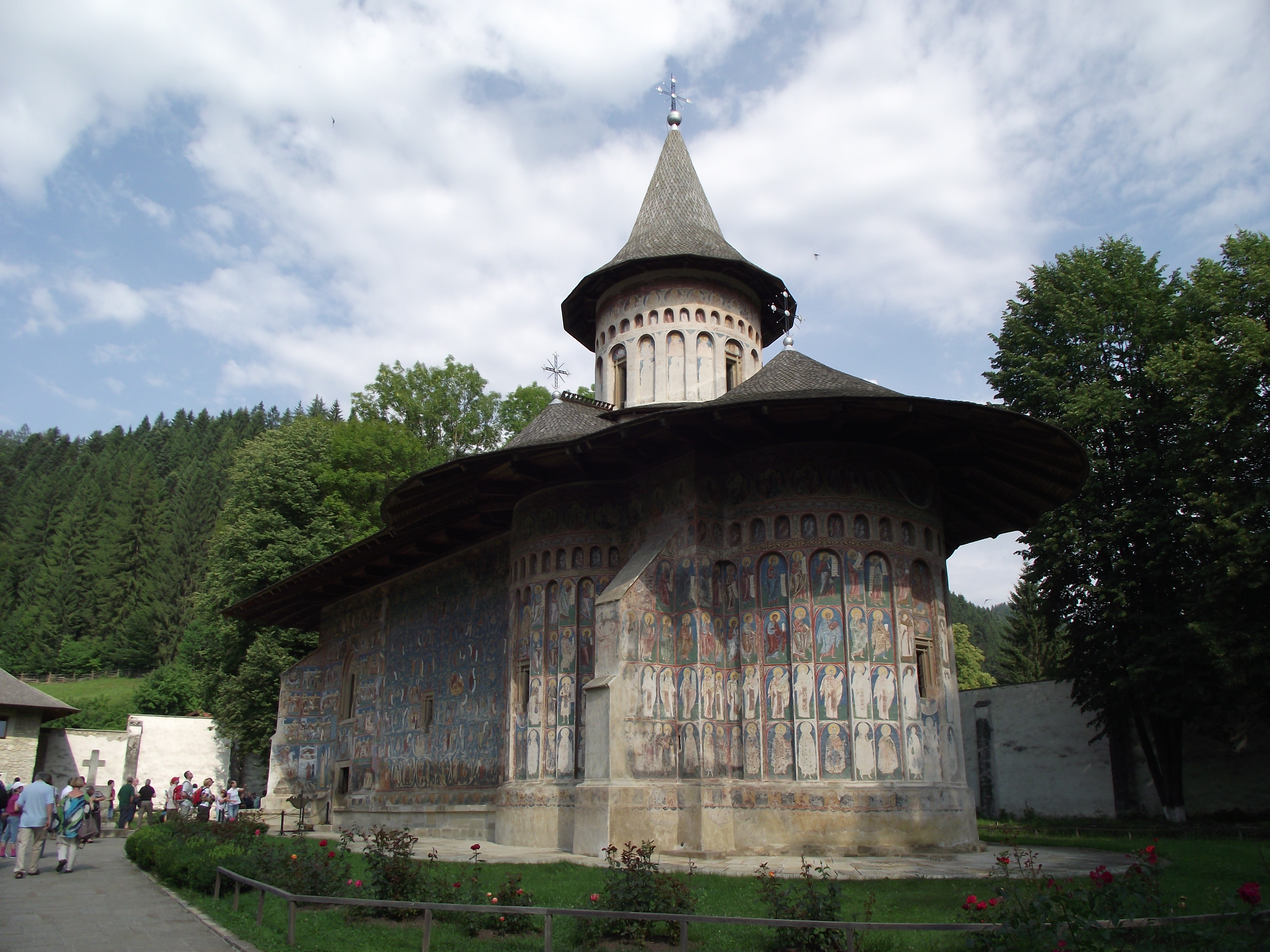
Biserica Sfântul Gheorghe din incinta Mănăstirii Voroneț
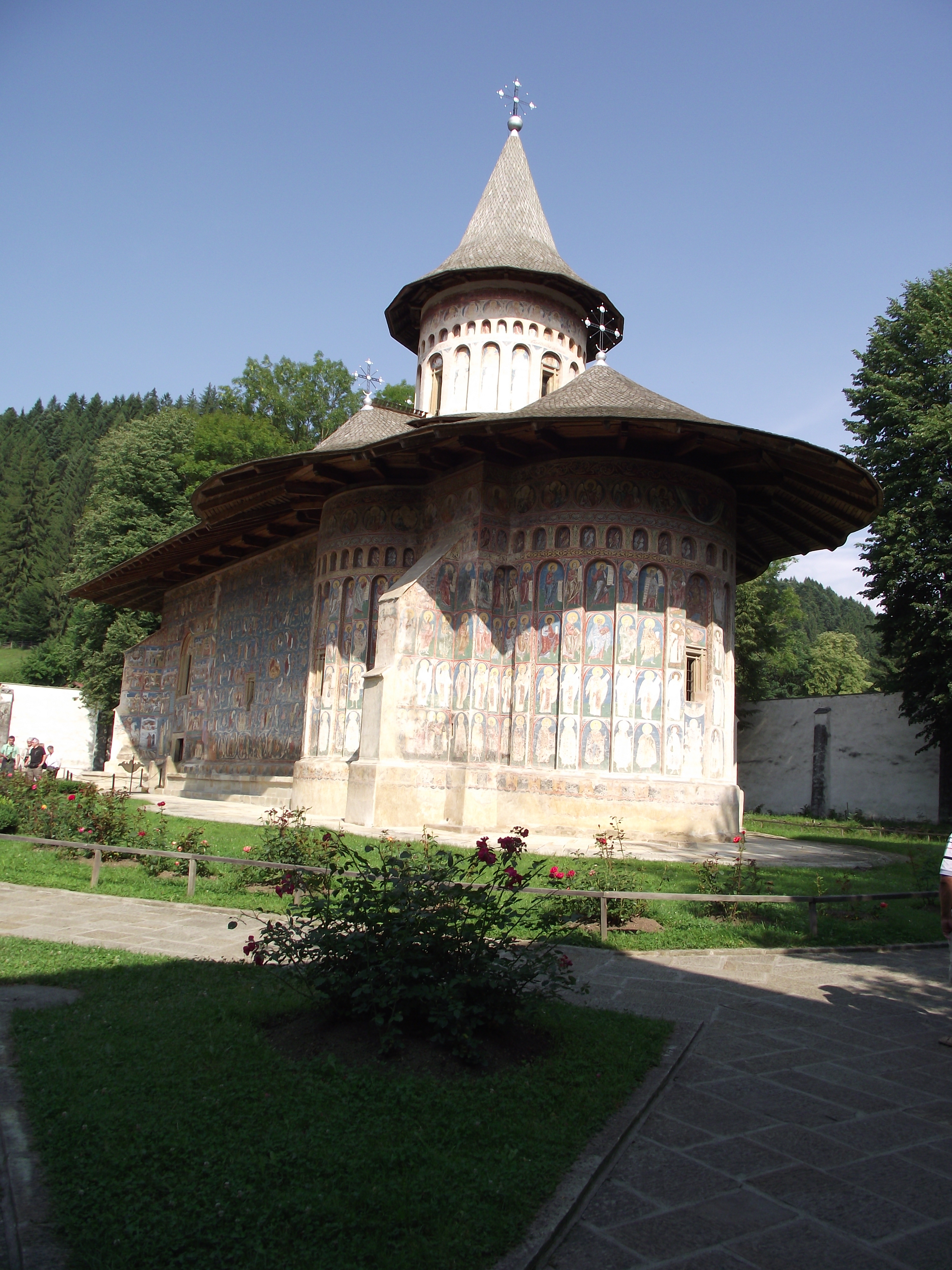
Biserica Sfântul Gheorghe din incinta Mănăstirii Voroneț
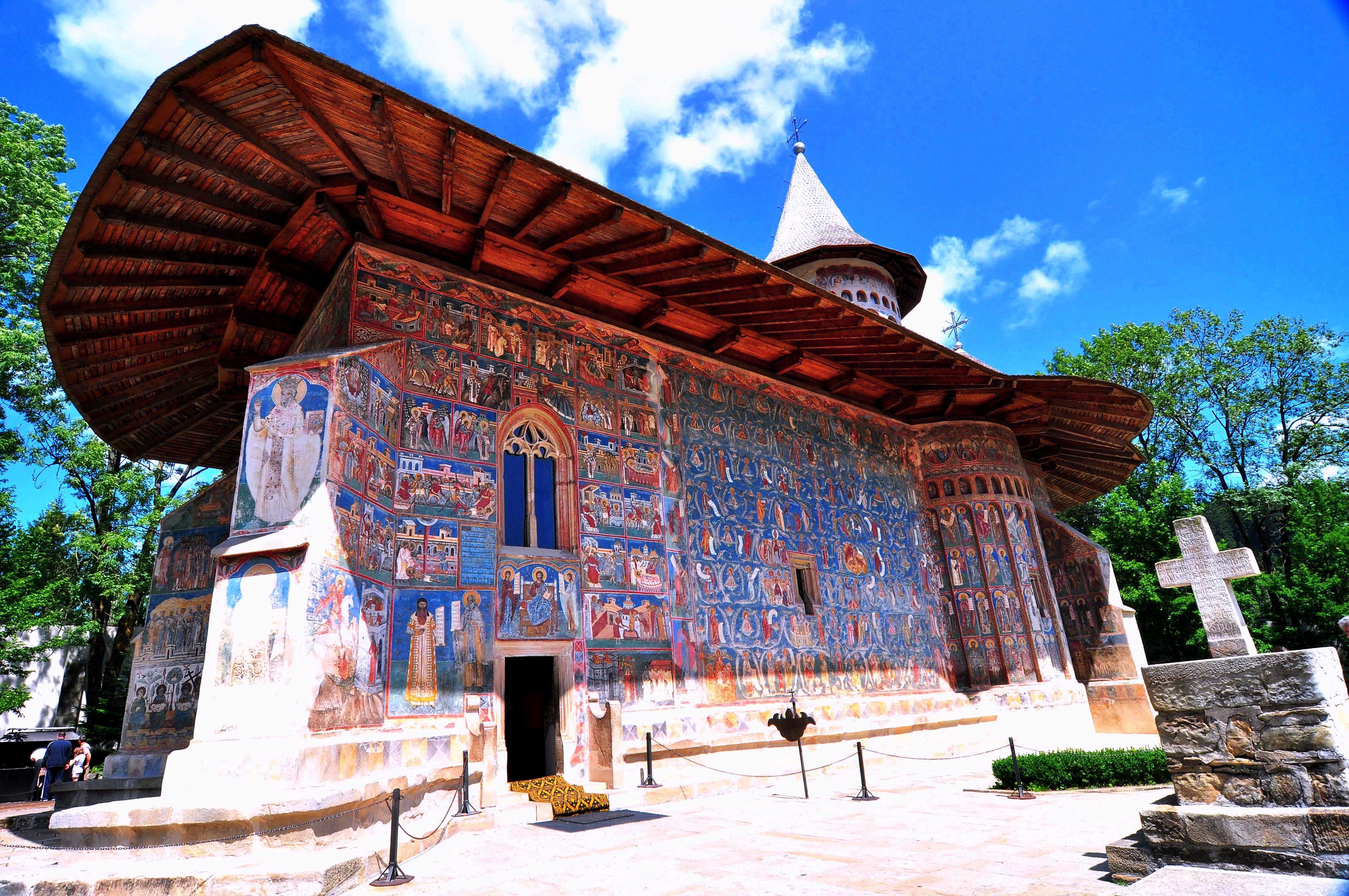
Biserica Sfântul Gheorghe din incinta Mănăstirii Voroneț
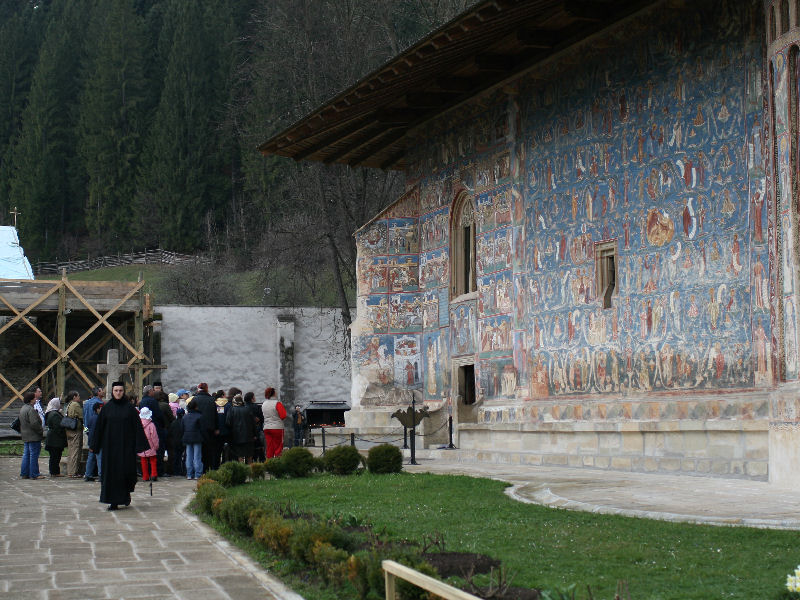
Pictură exterioară pe peretele sudic al bisericii
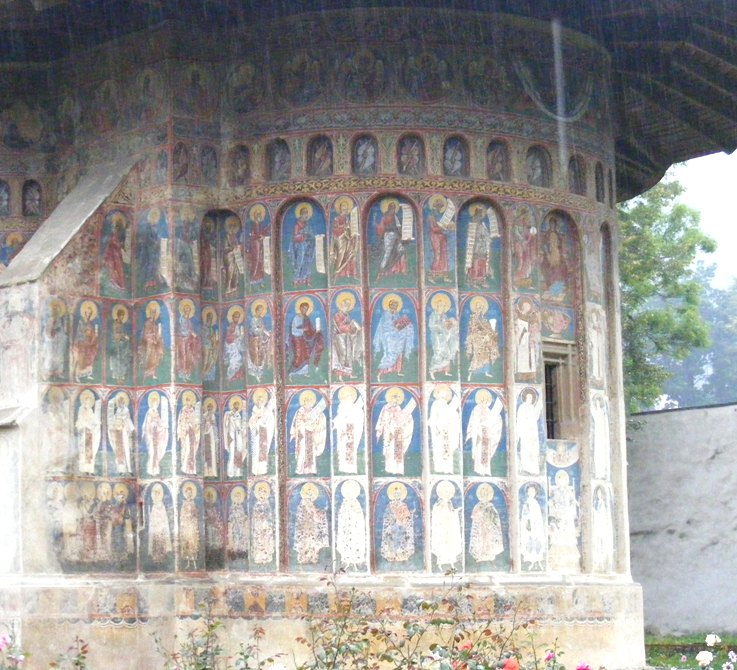
Frescă cu reprezentarea „Cinului” pe absida altarului
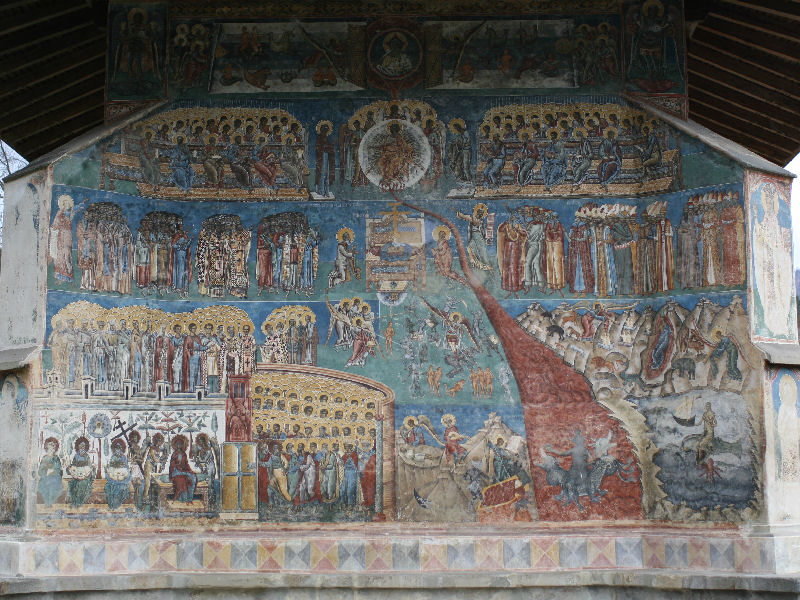
Frescă cu „Judecata de Apoi”
Frescă cu Daniil Sihastrul
Frescă cu Mitropolitul Grigorie Roșca
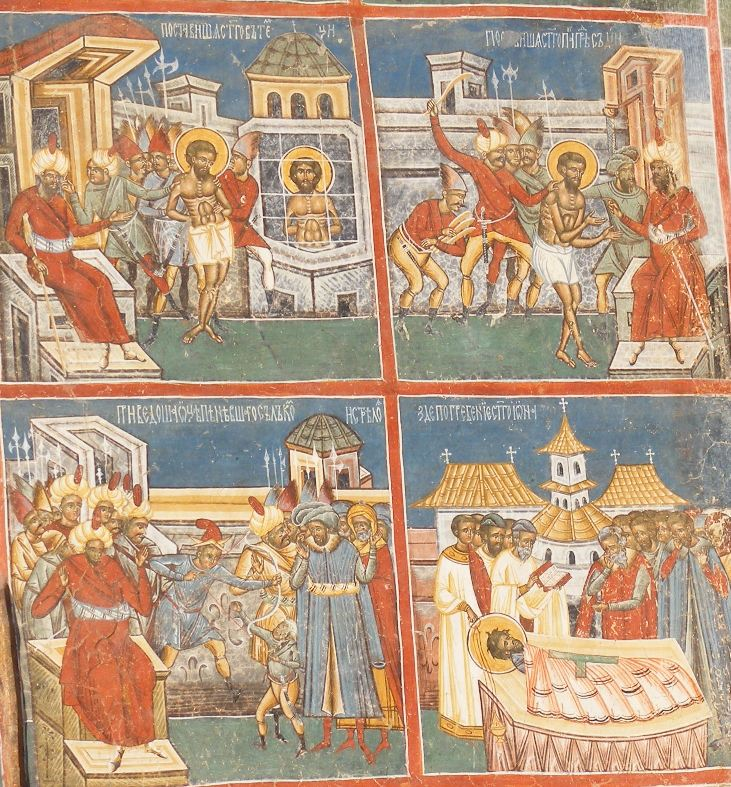
Frescă cu Sfântul Ioan cel Nou de la Suceava
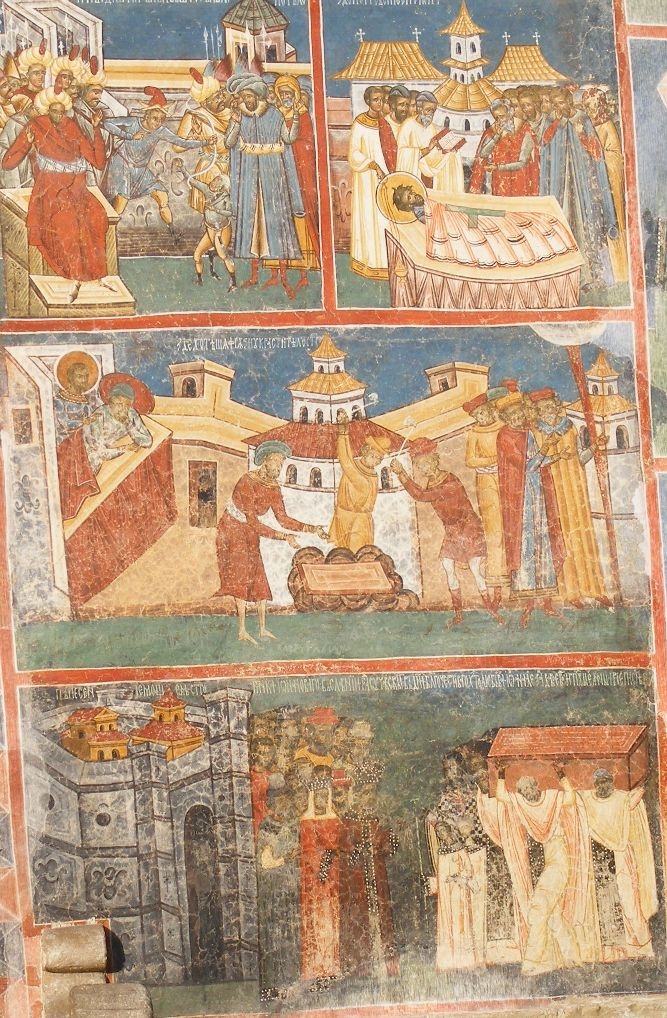
Frescă cu Sfântul Ioan cel Nou de la Suceava
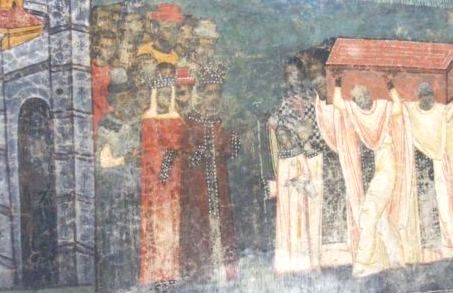
Frescă cu Alexandru cel Bun la „Întâmpinarea moaștelor Sfântului Ioan cel Nou”
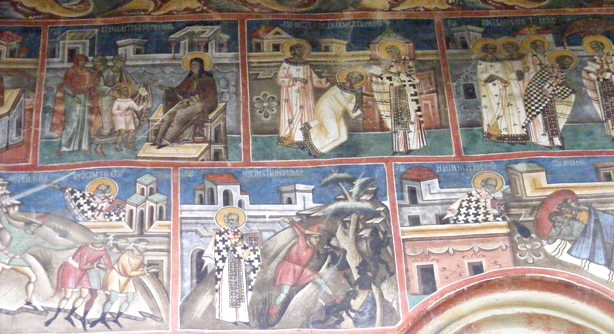
Frescă cu acatistul Sfântul Nicolae
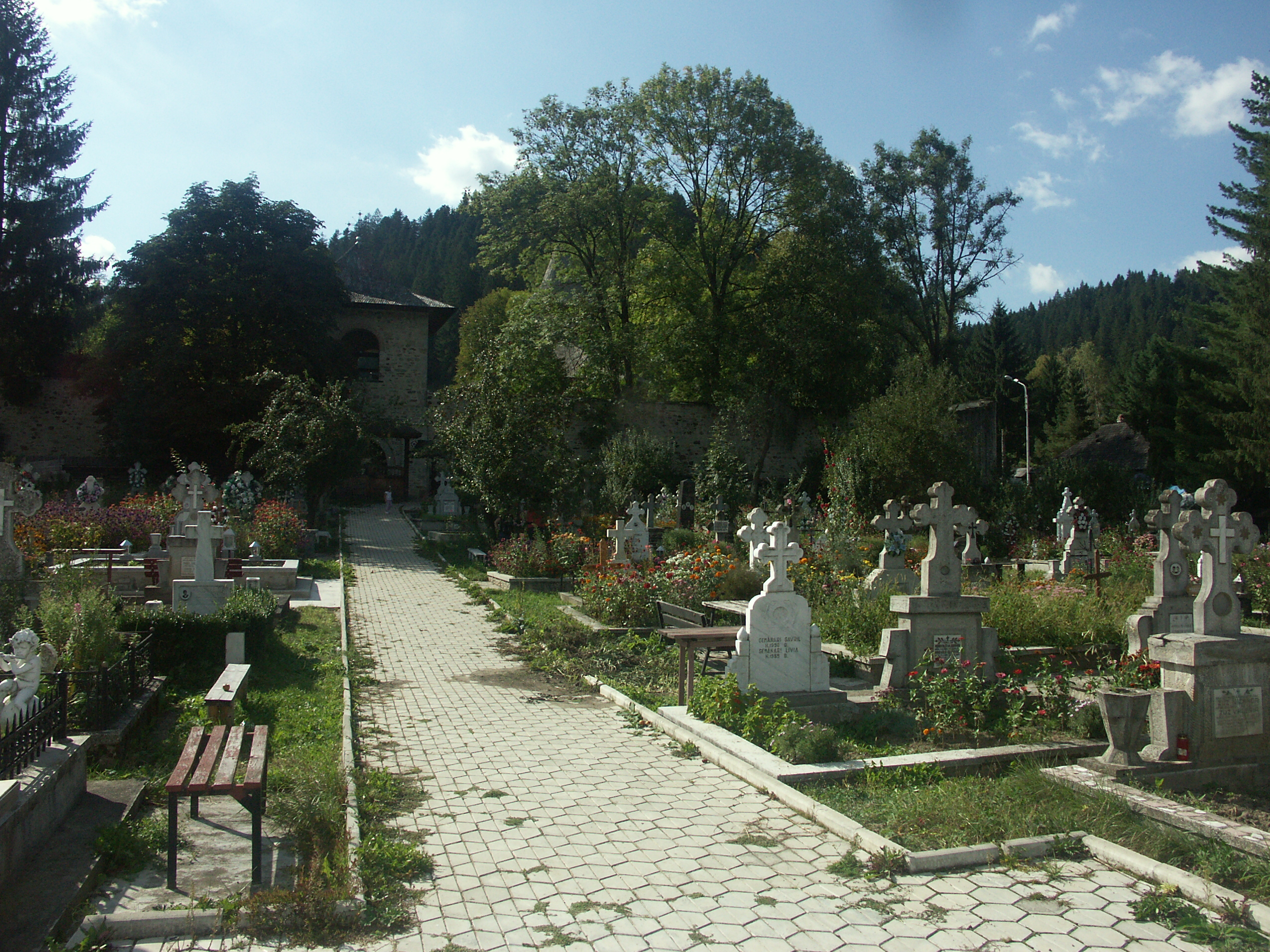
Curtea interioară a complexului mănăstiresc
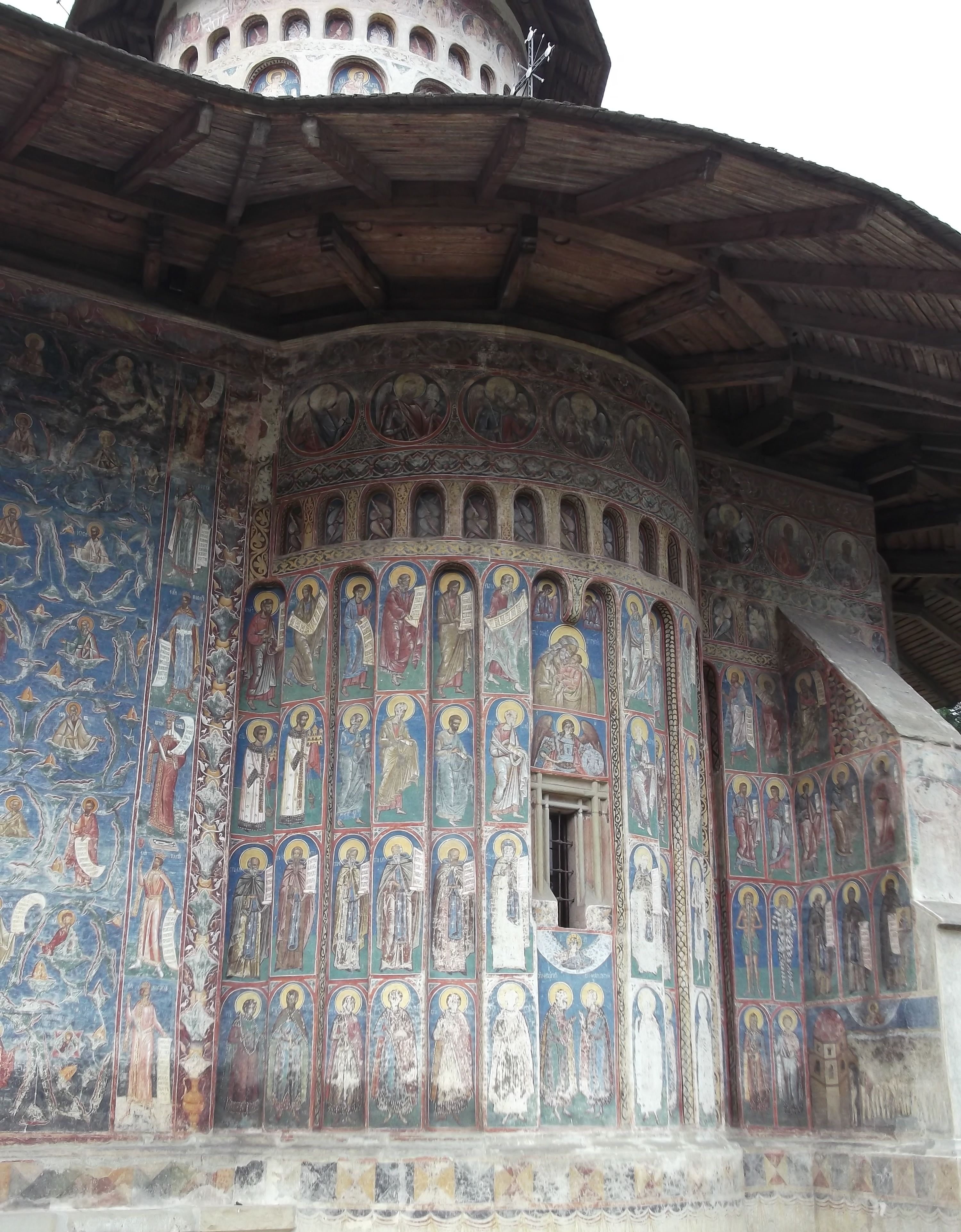
Pictură exterioară - absida sudică
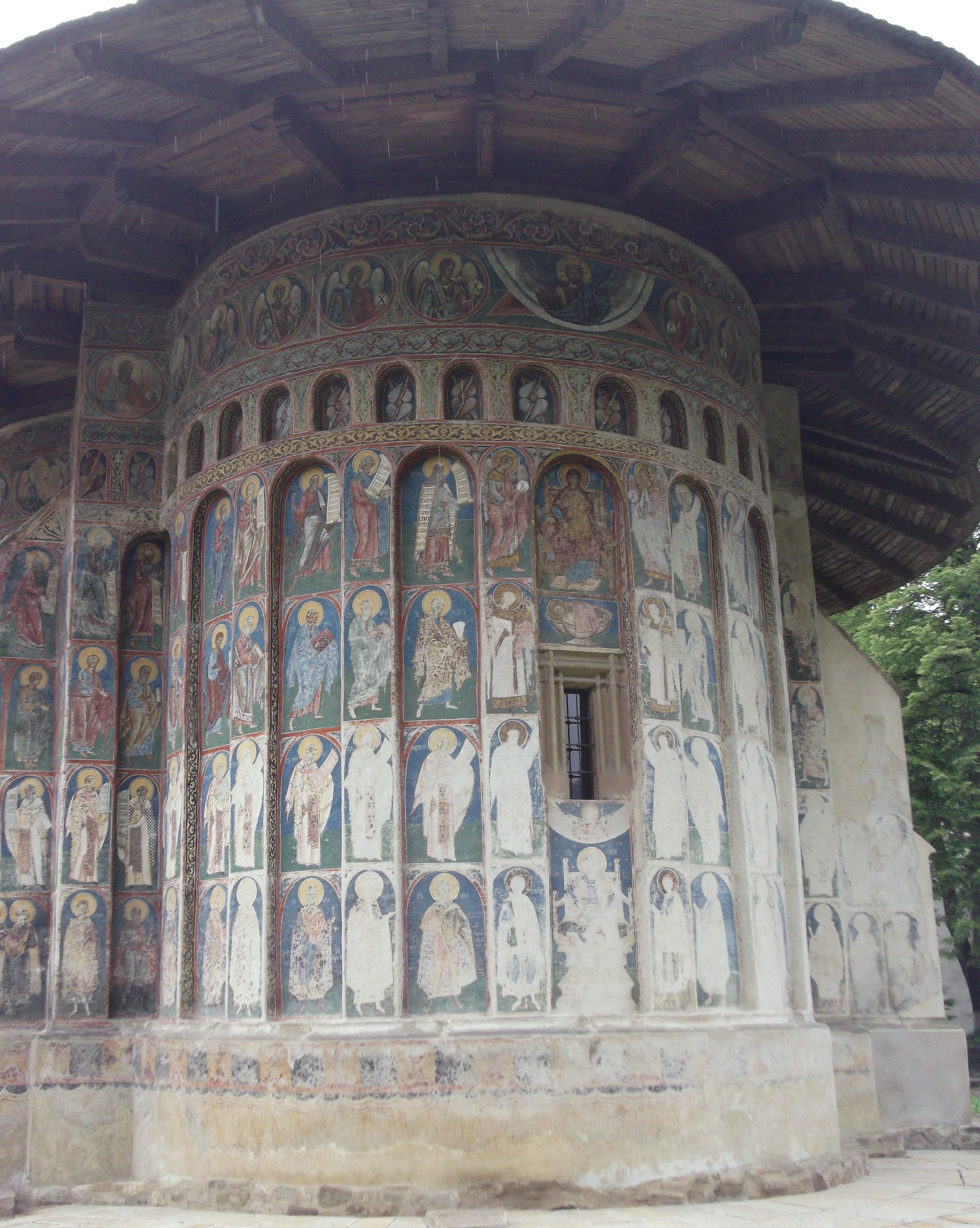
Pictura exteriorului altarului
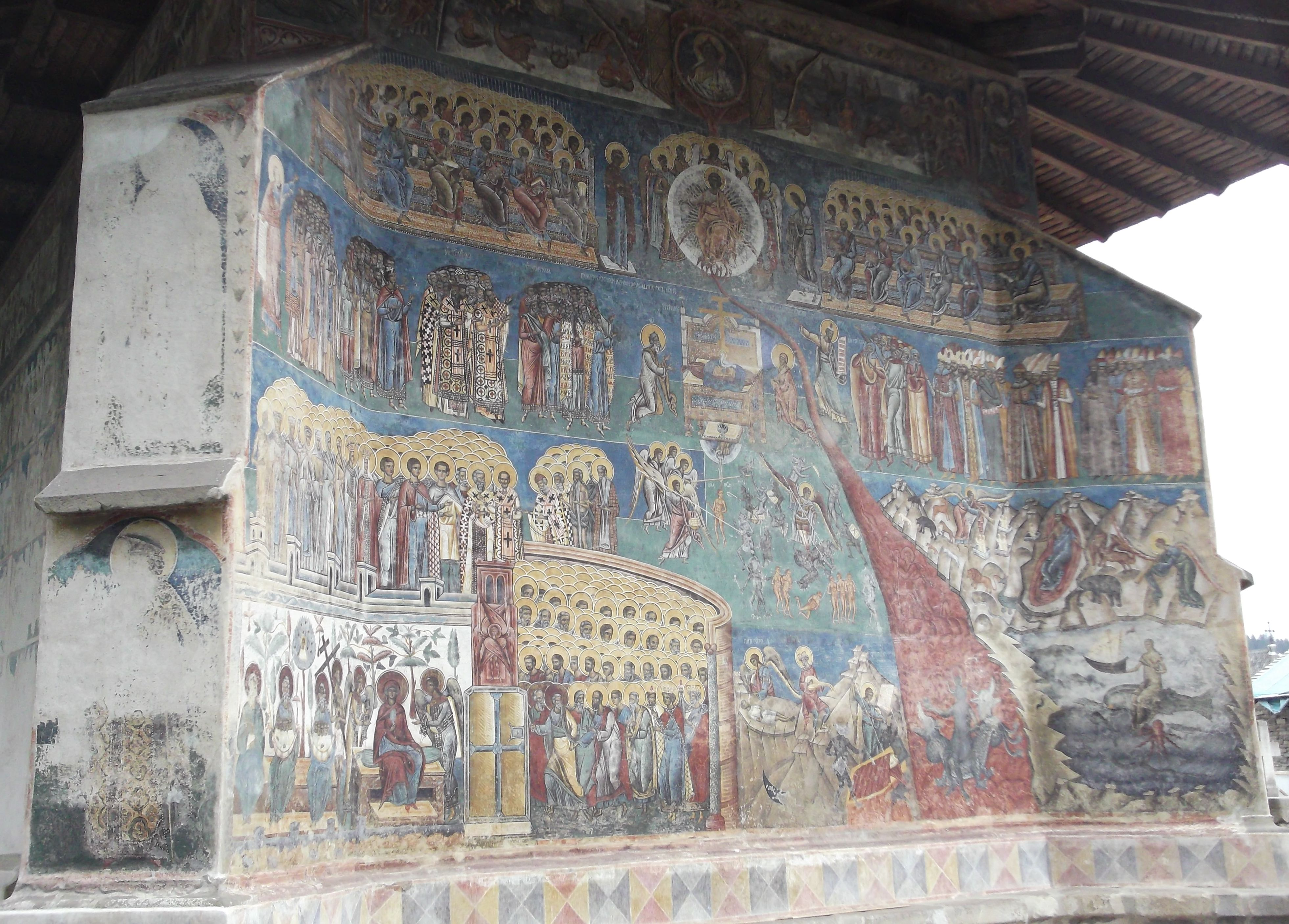
Pictură exterioară - peretele vestic
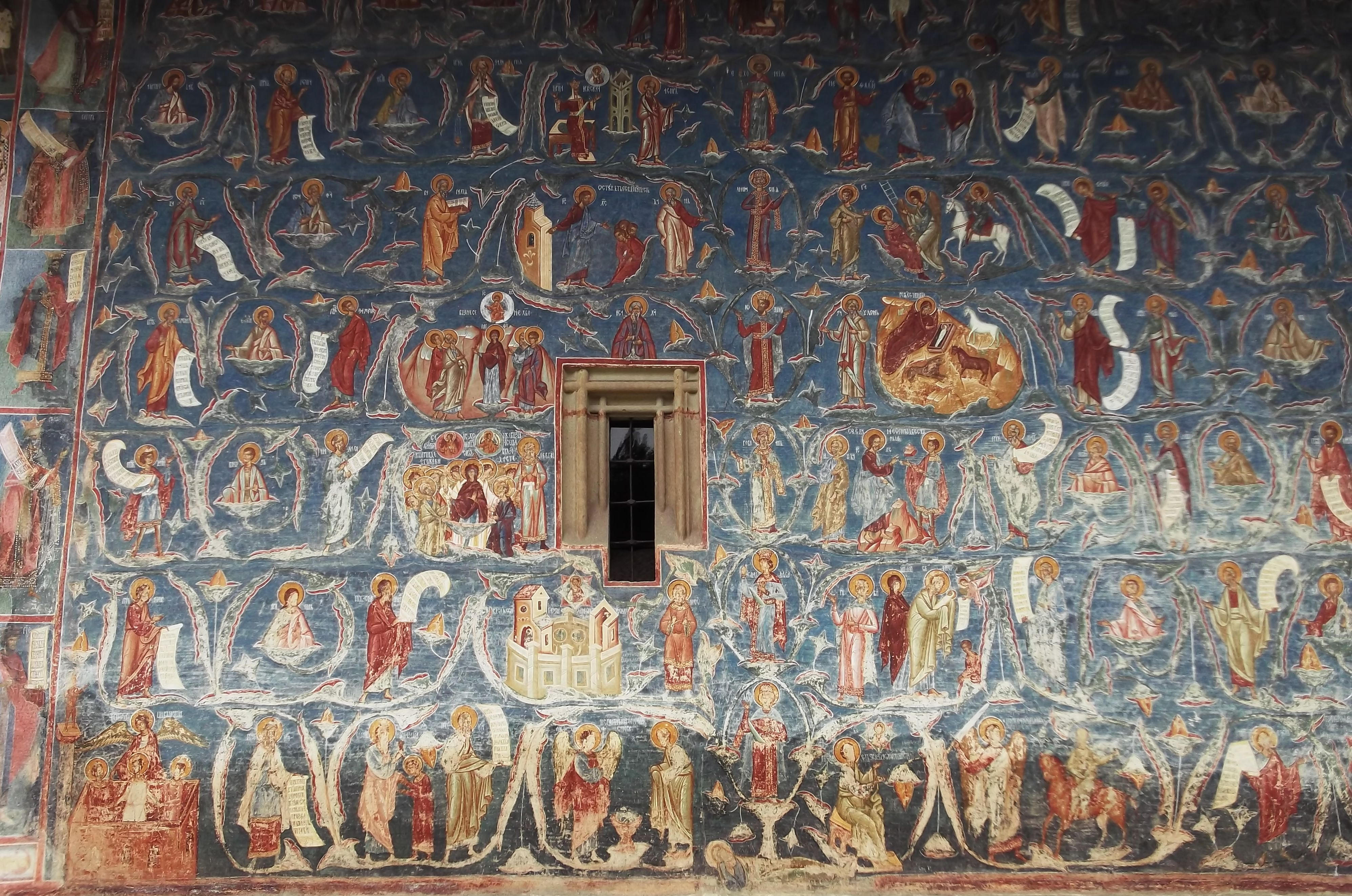
Pictură exterioară - detaliu
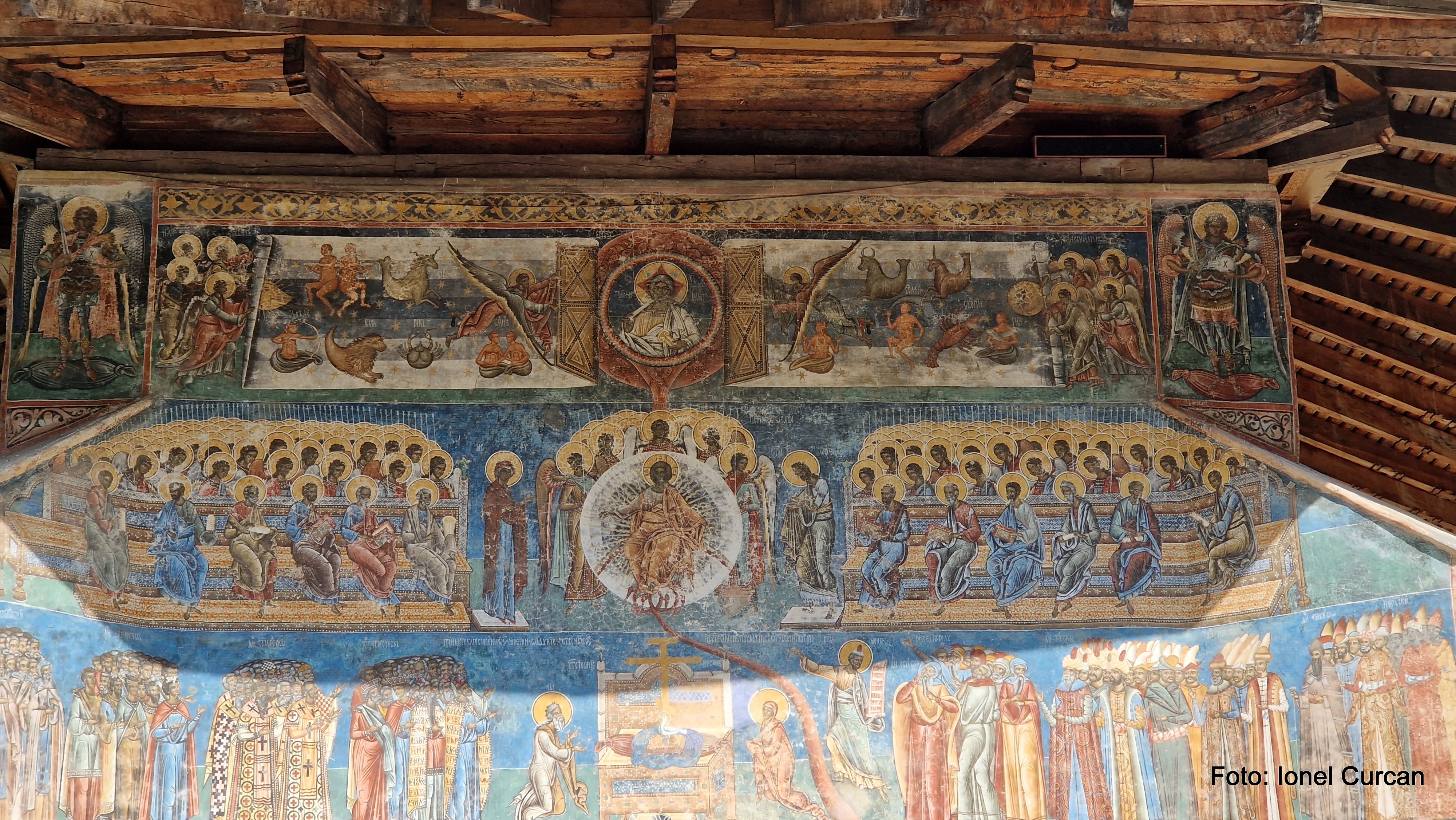
Mănăstirea Voroneț
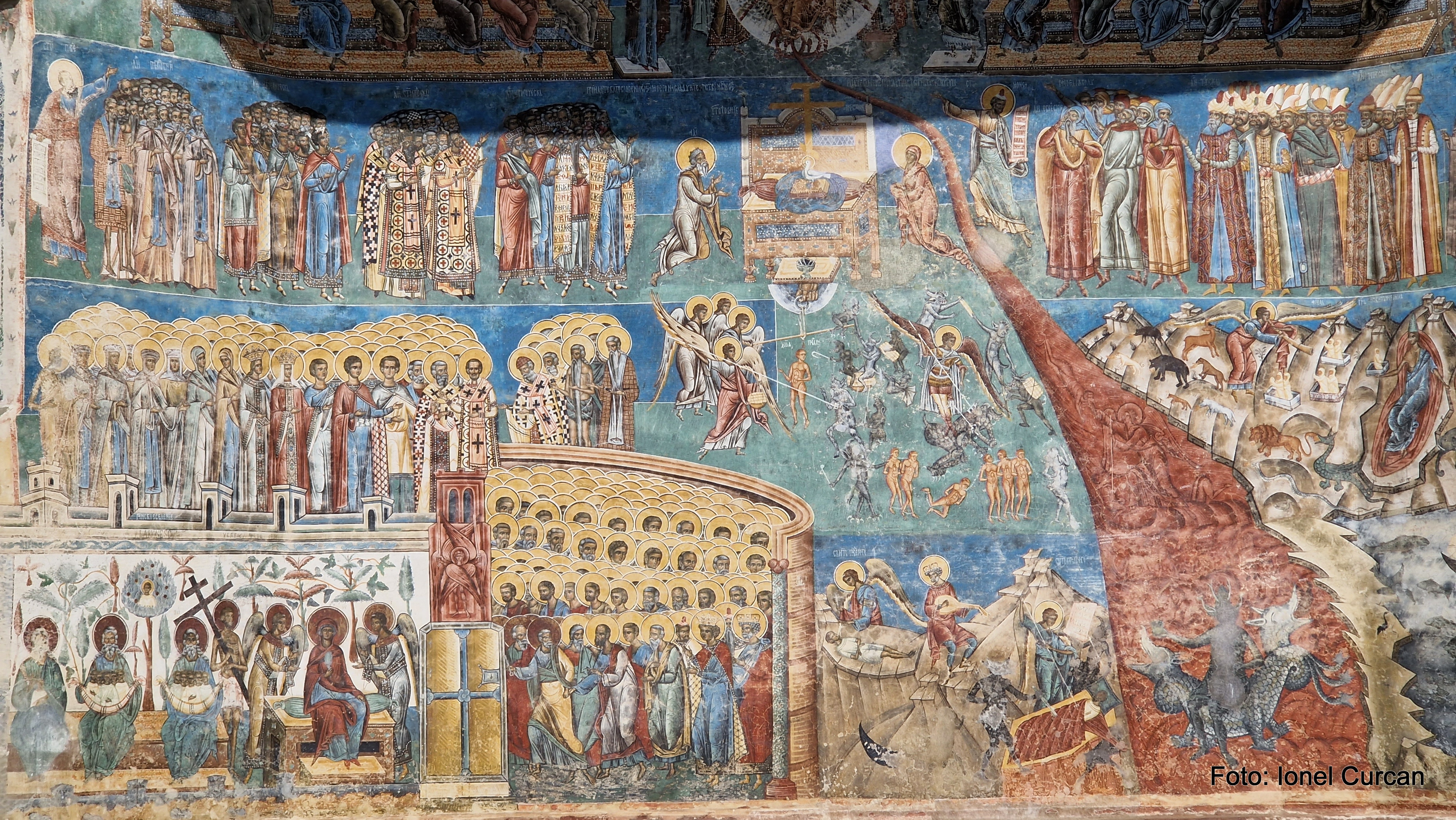
Mănăstirea Voroneț pictură Judecata de Apoi